# Tortura mamária

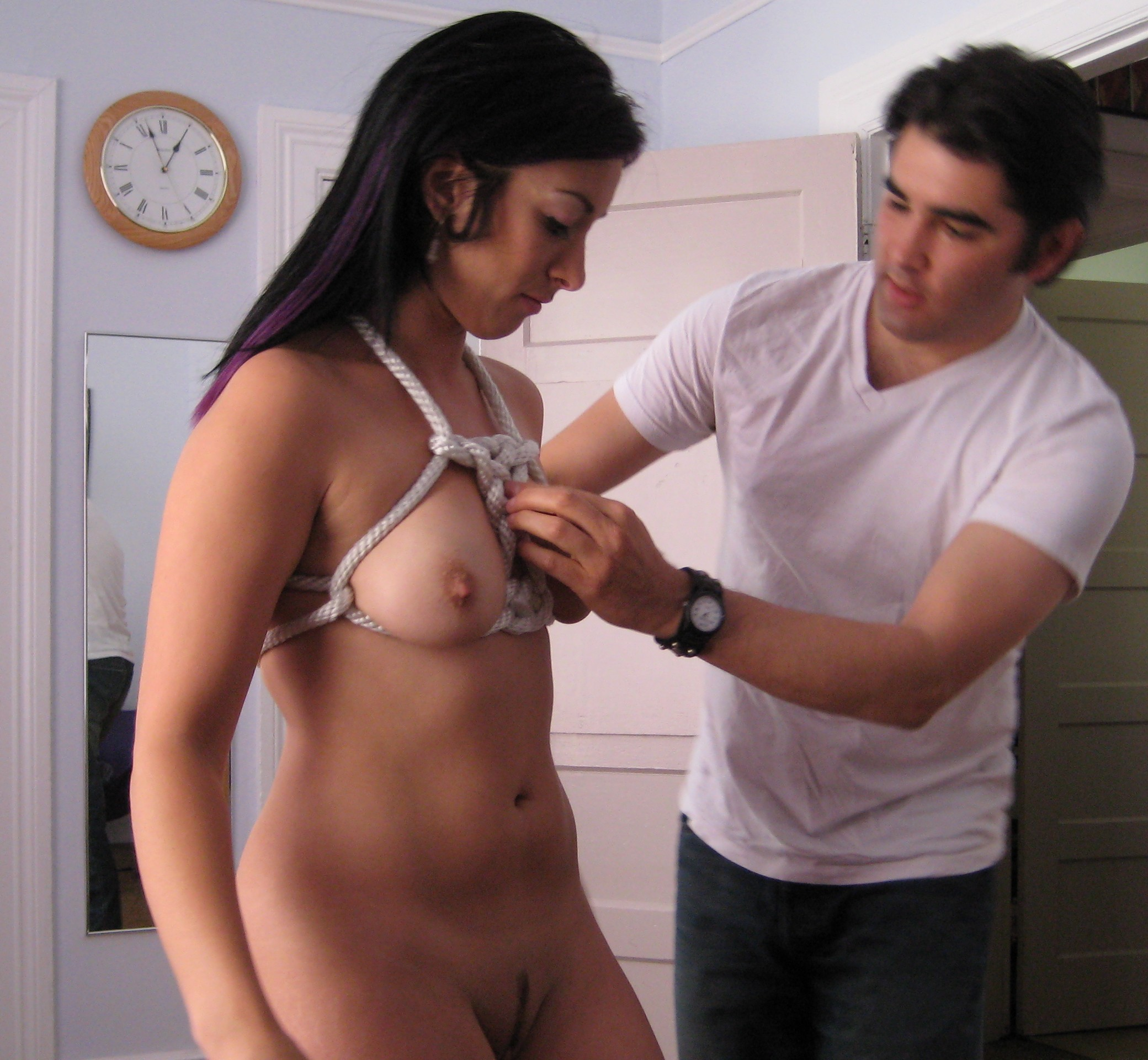
Um amarrador de bondage criando um shinju – arnês de seios confeccionado com corda, que pode ser utilizado para Bondage de seios

Tortura mamária (também chamada de jogo mamário, tortura de mamilos ou tortura de tetas) é uma atividade BDSM na qual a estimulação sexual é proporcionada pela aplicação intencional de dor física ou constrição aos seios, aréolas ou mamilos de um submisso. É uma atividade popular entre a comunidade kink. Quem recebe tais práticas pode desejá-las por conta de seu masoquismo ou pode ter o desejo de agradar um dominante com tendências sádicas. Os envolvidos também podem ser motivados pelo fetichismo de seios. A tortura mamária leve, como o suave jogo de impacto nos seios, é ocasionalmente empregada fora do contexto BDSM para proporcionar estimulação e prazer durante o sexo convencional.
Os seios são, por vezes, utilizados para satisfazer o desejo de humilhação erótica. Referências cruéis ou depreciativas aos seios podem ser empregadas para produzir humilhação verbal, enquanto a humilhação física pode ser alcançada por meio de técnicas de disciplina – como a punição dos seios.
Atividades kink e BDSM nunca estão completamente isentas de riscos, mas algumas formas de tortura mamária, como o uso de prendedores de roupa nos mamilos, leve flagelação e o simples bondage de seios, são consideradas relativamente seguras e benignas. Em contraste, algumas formas de tortura mamária – como o uso severo de castigo com vara, piercings amadores ou ser suspenso pelos seios – são consideradas atividades de jogo extremo que podem representar grande risco. Do ponto de vista anatômico, os seios não permitem que alguém seja suspenso com segurança por meio de técnicas de bondage suspenso. Todas as formas de tortura mamária requerem precauções adequadas para prevenir lesão ou perda de sangue.

## Técnicas
Há uma variedade de técnicas utilizadas para a tortura mamária, que às vezes são combinadas para produzir um efeito erótico mais intenso.

### Tortura de mamilos

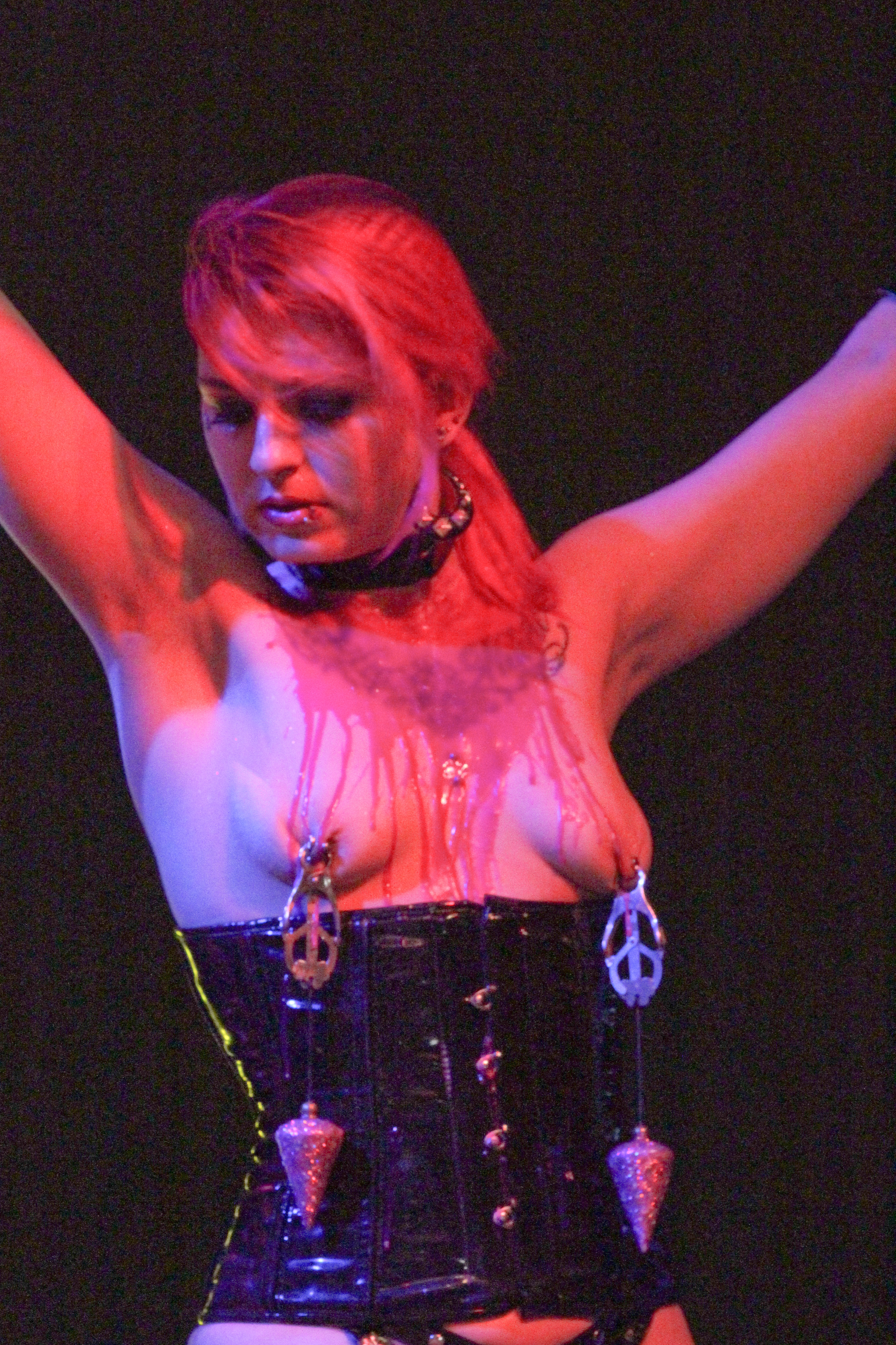
Pesos pendurados nos mamilos utilizando Prendedores de mamilos, juntamente com Jogo com cera, no Wave-Gotik-Treffen, Alemanha

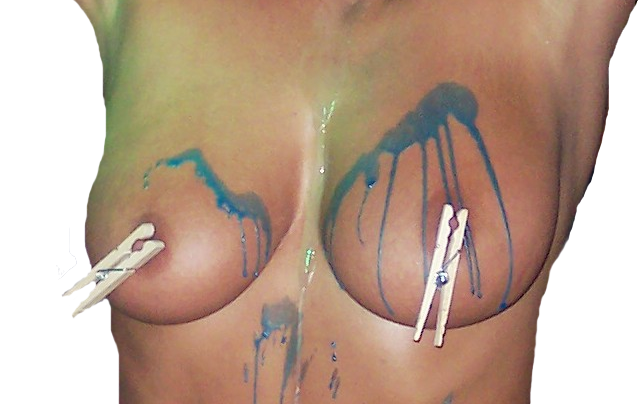
Tortura mamária utilizando Jogo com cera combinado com Prendedores de roupa nos mamilos

A tortura de mamilos, também chamada de jogo de mamilos BDSM, é a aplicação de dor erótica aos mamilos. É um elemento popular da tortura mamária. Pode incluir morder, sugar, beliscar e tocar ou esfregar vigorosamente os mamilos e as aréolas. Submisso que a experimentam geralmente gostam da sensação, ainda que seja dolorosa. Algumas pessoas consideram os mamilos mais eróticos e sensíveis do que os genitais. Eles constituem uma Zona erógena do corpo e sua estimulação, por meio de técnicas como o beliscão, pode em alguns casos levar ao orgasmo.
Durante a década de 1970, um estudo de revistas de contato temáticas de S&M e de membros de clubes na Alemanha identificou a tortura de mamilos como uma das seis atividades mais populares. A literatura BDSM às vezes mostra objetos domésticos presos a mamilos eretos para proporcionar uma sensação de beliscão. Estes incluem prendedores de roupa, ratoeiras, cabides com clipes integrados ou pares de hashis com bandas elásticas enroladas em cada extremidade. Se os mamilos forem suficientemente proeminentes, podem ter bandas elásticas fixadas diretamente ao redor deles.
Existem aparelhos comercialmente produzidos para a tortura de mamilos, como o prendedor de mamilos, dispositivo vendido como um tipo de brinquedo sexual. Em muitos tipos de prendedores de mamilos, o grau de aperto é variável, e a quantidade de dor depende de quão firmemente são aplicados. O beliscão restringe o fluxo sanguíneo e, quando os acessórios são removidos, a dor pode aumentar com o retorno do fluxo normal. Os prendedores podem ter superfícies lisas, encaixes de plástico ou borracha ou bordas irregulares. Estes últimos intensificam a dor quando pesos pendurados dos prendedores aumentam o beliscão ou adicionam uma sensação de puxão que varia com o movimento do usuário. Prendedores de mamilos são, às vezes, comercializados com uma corrente os conectando, permitindo que um dominante puxe para criar tensão. Alternativamente, podem ser fixados a cordas, correntes ou a estruturas de parede.
Torcer os mamilos produz uma sensação dolorosa e a dor pode ser intensificada ao torcer os prendedores de mamilos, ação que empurra o mamilo para dentro do seio. Um torcedor de seios é um dispositivo BDSM utilizado para infligir dor nos seios – especialmente nos mamilos – dessa forma. Eles são fabricados em diversos estilos, mas todos possuem prendedores de mamilos que podem ser ajustados para girar uma vez, torcendo os seios e os mamilos da pessoa que o utiliza.
Há alguns riscos à saúde associados à tortura de mamilos. Prendedores de mamilos mal posicionados podem causar pequenos cortes. A bondage de mamilos pode ocasionar danos aos mamilos e o rasgamento da pele pode provocar cicatrizs. A prática intensa e contínua de jogo com mamilos, que gera crostas e hematomas, pode levar à formação de tecido cicatricial interno e à dessensibilização, ocasionando danos permanentes aos nervos e aos tecidos. Durante a gravidez, os mamilos podem ficar excessivamente sensíveis para o uso de prendedores, e a estimulação dos mamilos pode provocar a liberação do hormônio indutor de contrações, a ocitocina.

### Sucção

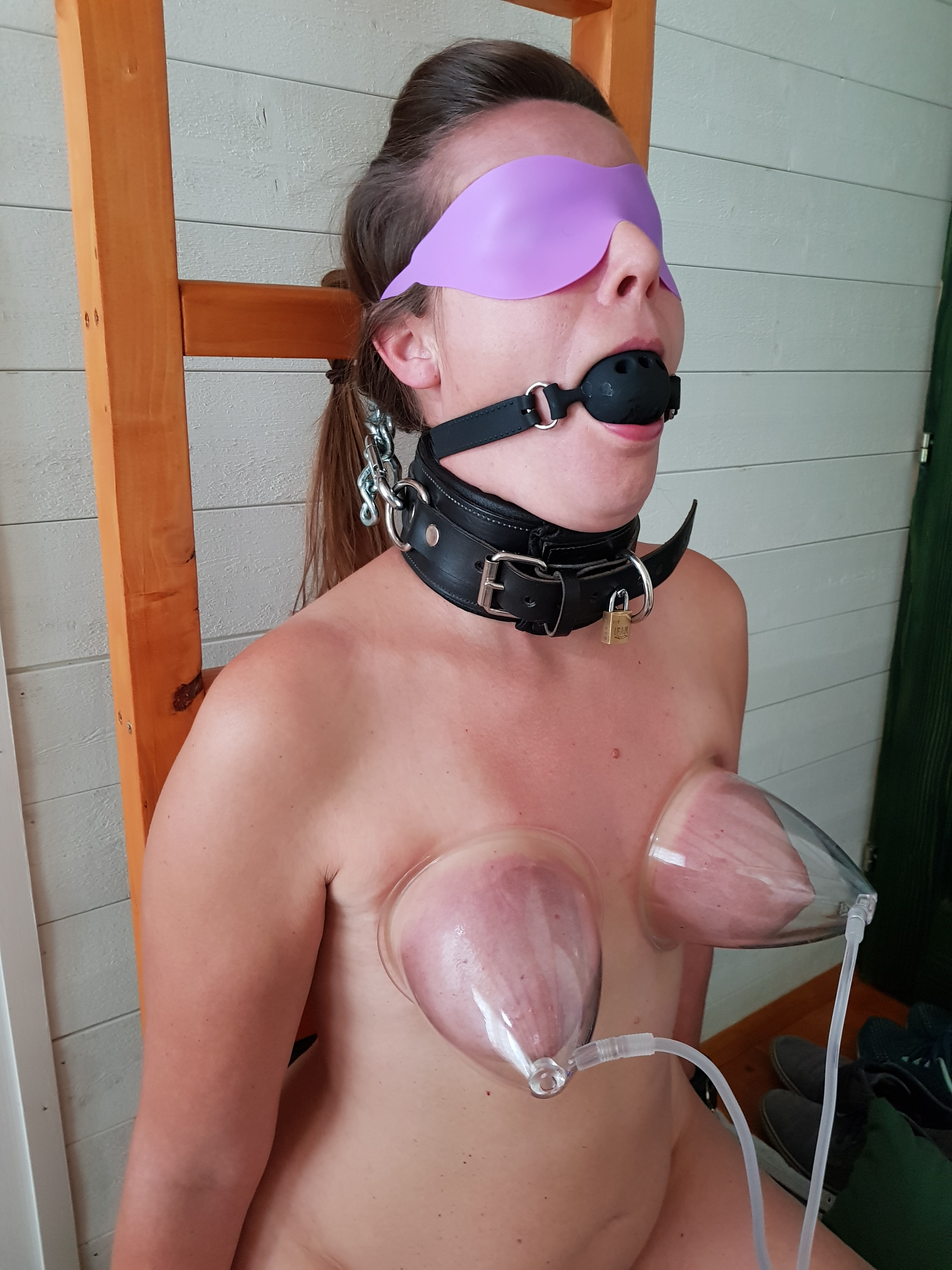
Tortura mamária utilizando bomba de vácuo

Bombas de vácuo para mamilos, também conhecidas como copos de sucção para mamilos, são pequenos dispositivos cilíndricos utilizados para produzir ereções completas dos mamilos ao puxá-los. Eles também aumentam a circulação nos mamilos e proporcionam estimulação erótica. Podem ser empregados para sensibilizar os mamilos para subsequente tortura, e alguns modelos permitem aumentar o nível de sucção a ponto de o próprio dispositivo ser utilizado para tortura de mamilos.
bomba de leites podem ser utilizadas para Lactação erótica como parte do jogo BDSM. Elas podem induzir a lactação sem gravidez, permitindo a ordenha dos seios de um submisso.
A sucção também pode ser aplicada aos seios por meio da ventosaterapia erótica, técnica na qual copos, tigelas ou sinos são usados para criar sucção na pele, de forma semelhante à Ventosaterapia utilizada na Medicina alternativa. A sensação pode ser erótica, e o aumento do fluxo sanguíneo para a pele pode tornar a área mais sensível após a remoção dos copos. Copos maiores geram mais sucção, intensificando as sensações. A prática, entretanto, pode causar dor e deixar marcas roxas na pele.

### Piercing
piercing nos mamiloss são, às vezes, empregados para facilitar a tortura mamária. Uma vez inseridos, os anéis de piercing podem ser simplesmente puxados como parte do jogo BDSM. Alternativamente, podem ser fixados a correntes ou cordas (pedaços de corda fina ou de corda grossa), e a outra extremidade pode ser presa a olhos de parafuso ou Polias para tensionar os mamilos. Os mamilos também podem receber anéis ou grilhões para mamilos que, ao serem apertados, criam e mantêm ereções dos mamilos, além de provocar dor.

### Bondage de seios
Predefinição:Leia mais

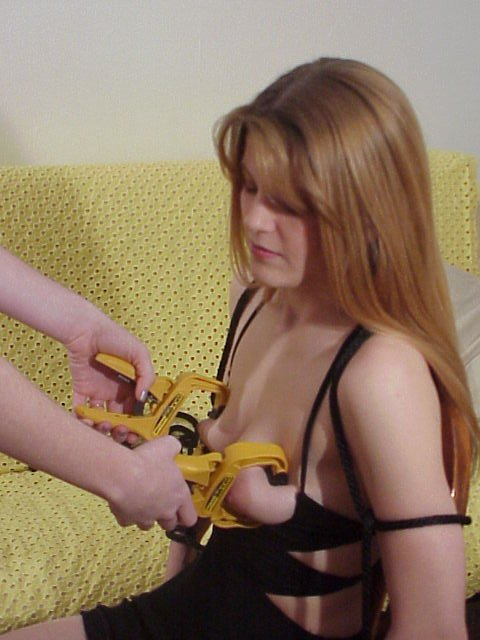
Seios sendo comprimidos com prendedores manuais

As técnicas de bondage de seios são empregadas para comprimir, amarrar, elevar ou achatar os seios, aumentando sua sensibilidade e proporcionando estimulação erótica, ao mesmo tempo em que concentram a atenção do submisso em seu estado de submissão e vulnerabilidade. A alta concentração de terminações nervosas nos seios significa que amarrá-los fortemente pode ser uma experiência dolorosa. O aumento e aprisionamento do fluxo sanguíneo intensificam essa sensibilidade. O bondage de seios pode ser usado para demonstrar poder por parte do dominante ou como meio de infligir tortura e punição. A tortura mamária pode incluir o amarramento dos seios com cordas, correntes, fios ou fita de bondage, ou ainda o uso de pesados Elásticos colocados na base dos seios. O bondage de seios apertado é frequentemente retratado em imagens BDSM, geralmente utilizando técnicas de Bondage com corda derivadas do Bondage japonês, embora difira da maioria das técnicas de bondage por não ter o objetivo de restringir a mobilidade.
As técnicas de bondage de seios geralmente elevam e separam os seios. Métodos comuns incluem amarrar uma corda na base de cada seio, fazendo com que se projetem para a frente, ou posicionar cordas acima e abaixo dos seios para uni-los, fazendo com que se destaquem do tórax. Esse efeito se acentua se as mãos estiverem amarradas atrás das costas. Cordas também podem ser empregadas para achatar os seios contra o tórax. Alterar a forma e o tamanho dos seios dessa maneira torna o bondage de seios visualmente atraente para alguns e é empregado em manifestações artísticas de bondage, como o Shibari e o Kinbaku. Geralmente, o bondage de seios deixa os mamilos e grande parte dos seios expostos para outras técnicas de tortura mamária, como chicotadas e beliscões, que podem se tornar ainda mais dolorosas sob a pressão do bondage de seios.[carece de fontes?]
Os seios também podem ser comprimidos por meio de uma prensa mamária. Esse dispositivo consiste em duas barras ou tábuas paralelas, separadas e fixadas em cada extremidade por parafusos de aço ou parafusos ajustáveis. A prensa é ligeiramente maior que a largura dos dois seios e geralmente é feita de madeira ou de barras de aço. Muitos desses dispositivos são confeccionados sob medida em casa. Os seios são posicionados entre as barras, e os parafusos são apertados para comprimi-los dolorosamente. O dispositivo é mais eficaz em seios maiores. Em alguns casos, o interior das barras é forrado com lixa ou outras superfícies desconfortáveis para aumentar a dor.
Cordas utilizadas no bondage de seios, especialmente se amarradas com firmeza, podem danificar os seios. O uso de corda convencional pode ocasionar Queimadura por corda. Cordas especialmente desenvolvidas para uso BDSM são normalmente confeccionadas em algodão macio, que se deita rente à pele para evitar esse problema. Se a corda tiver diâmetro inferior a Predefinição:Convert/LoffAinDbSoffPredefinição:Convert/test/Ain, pode cortar a pele. O bondage de seios também corre o risco de obstruir a Circulação sanguínea para os seios e, por questões de segurança, não devem ser amarrados em excesso ou por períodos prolongados. Seios fortemente amarrados podem inchar e escurecer, o que pode ser visualmente atraente para alguns. Contudo, fotografias de bondage de seios às vezes mostram seios que se tornaram roxos ou azuis, sinalizando a interrupção da circulação sanguínea. Dormência ou ausência de sensibilidade nos seios também indicam esse problema. Isso pode ser prejudicial, e recomendações de segurança incluem a disponibilidade de tesouras para remoção rápida das cordas, se necessário. Além disso, o suporte adicional empregado no bondage de seios pode restringir o fluxo de sangue para os braços ou pernas, ocasionando danos nos nervos, destruição muscular e, eventualmente, coágulos sanguíneos. Na cultura japonesa, o bondage de seios é geralmente praticado por mulheres com menos de trinta anos, devido à menor capacidade de cicatrização com o avançar da idade.

### Jogo de impacto

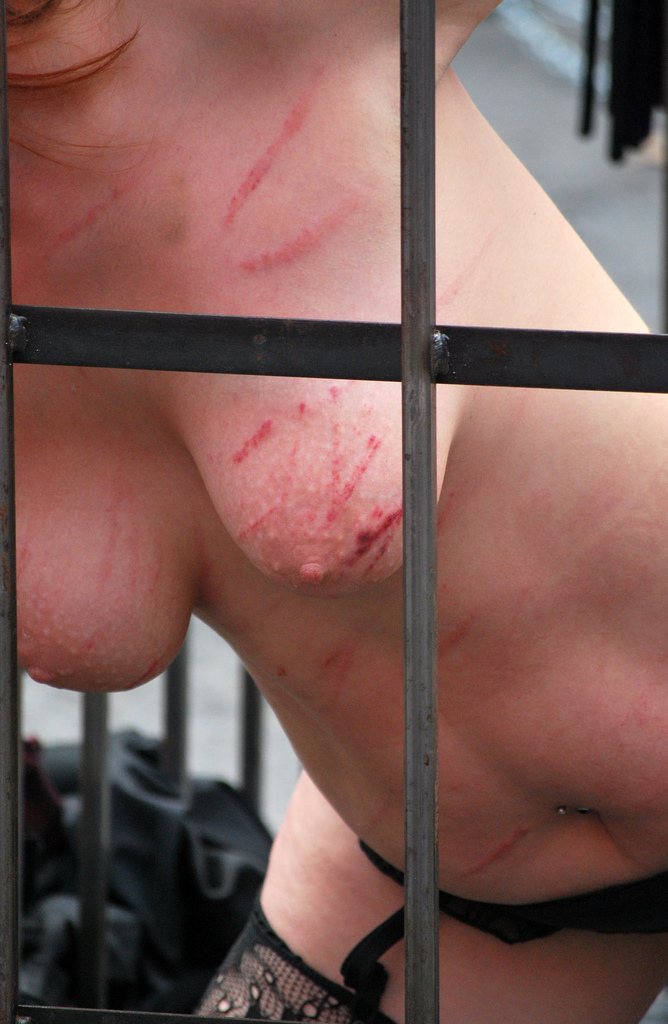
Marcas vermelhas nos seios após serem atingidos com vara

As chicotadas nos seios são um tipo de tortura mamária que envolve a flagelação dos seios de um submisso, geralmente com um pequeno chicote do tipo chicote de nove caudas – conhecido como flogger. Outros implementos variam entre brinquedos BDSM e objetos domésticos, como espátulas e colheres de madeira. Em alguns casos, objetos são lançados contra os seios como forma de punição balística.
A consequência negativa mais comum desse tipo de tortura mamária é o aparecimento de hematomas, embora o uso agressivo de castigo com vara possa resultar em welts,[carece de fontes?] e o jogo de impacto intenso aplicado aos seios pode romper as glândulas mamárias e glândulas linfáticas, ocasionando cisto mamários.

### Outras técnicas

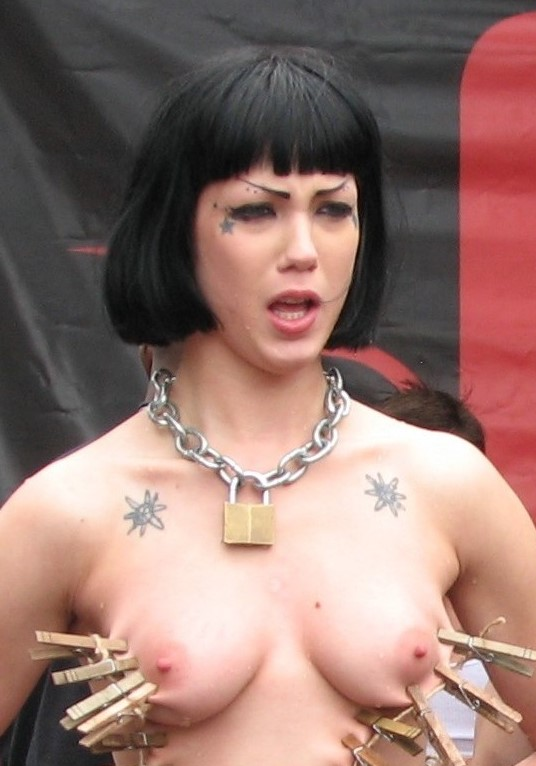
Um zíper BDSM utilizando prendedores de roupa presos aos seios, na Folsom Street Fair, EUA

Sensações como apertar, beliscar, acariciar, cutucar e fazer cócegas podem ser provocadas manualmente, com a boca ou através do uso de diversos implementos.
Prendedores de roupa podem ser fixados aos seios em grande número para beliscar a pele em diversos pontos. Ao serem removidos e com o retorno do fluxo sanguíneo, experimenta-se uma sensação de dor morna. Esses prendedores podem ser unidos por meio de um cordão ou arame e, ao serem puxados, formam um dispositivo BDSM conhecido como zíper.
O jogo com temperatura é, por vezes, aplicado aos seios. Por exemplo, certos tipos de cera quente podem ser gotejados sobre os seios como parte do jogo com cera, chegando, em alguns casos, a produzir um molde de cera do mamilo e do seio. Deve-se ter cautela, pois o jogo com cera pode causar irritação, queimaduras ou formação de bolhas na pele.